# Troisième maison d'Orléans
Cet article concerne une des maisons capétiennes d’Orléans. Pour les autres branches, voir maison d’Orléans.
 (août 2024).
Si vous disposez d'ouvrages ou d'articles de référence ou si vous connaissez des sites web de qualité traitant du thème abordé ici, merci de compléter l'article en donnant les références utiles à sa vérifiabilité et en les liant à la section « Notes et références ».
La troisième maison capétienne d’Orléans désigne une branche cadette de la maison de Bourbon issue de Gaston de France (1608-1660), frère cadet du roi Louis XIII.

## Naissance d’une «dynastie»
Issu du second lit de Henri IV — avec la princesse toscane Marie de Médicis (1575-1642) —, Gaston de France est le cinquième enfant du couple royal ainsi que leur troisième fils. À sa naissance, le prince est titré « duc d’Anjou » tandis que ses frères aînés, Louis et un deuxième frère mort avant d'être baptisé, sont respectivement dauphin et duc d’Orléans.
À la mort du deuxième frère en 1611, Gaston perd son apanage d’Anjou pour récupérer celui d’Orléans et devenir le deuxième dans l’ordre de succession au trône de France. Dès lors, la descendance légitime issue de ses différents mariage prend le nom de l’apanage de Gaston. D’ailleurs, lui-même est appelé « Gaston d'Orléans » bien qu’il soit le fils d’un roi et d’une reine de France.

## Mariages et descendance de Gaston de France

### Marie de Bourbon-Montpensier (1626-1627)

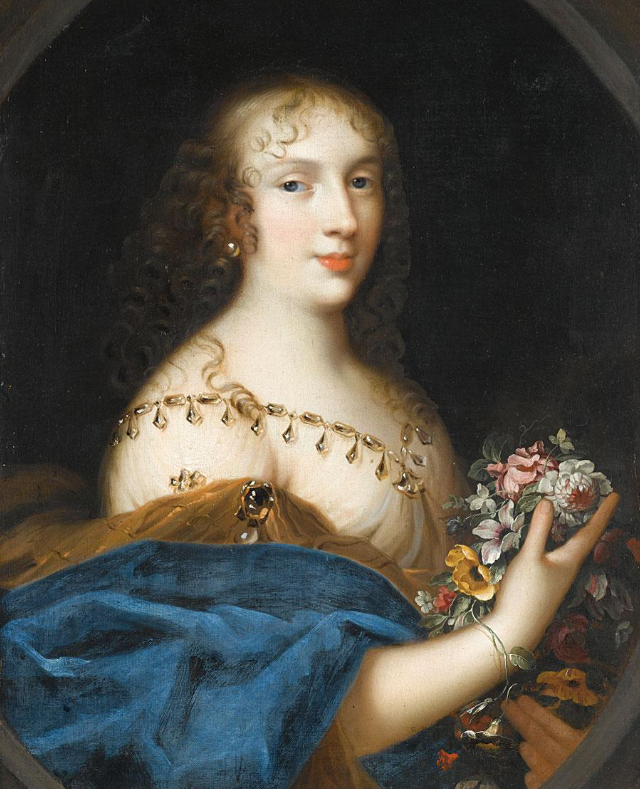
« Anne-Marie-Louise d'OrléansLa Grande Mademoiselle ».

C’est en 1626 que le cardinal de Richelieu et le roi Louis XIII décident de marier Gaston de France à Marie (1605-1627), duchesse de Montpensier, princesse héritière de la prestigieuse et richissime maison de Montpensier (branche cadette des Bourbons) alors que le probable marié en question avait une profonde aversion vis-à-vis de la princesse. De ce dessein royal, une conspiration naquit : il s’agit de la « conspiration de Chalais ».
En réalité, une conspiration d’ordre idéologique se cache derrière ce mariage ; les princes conspirateurs se sont unis afin d’intriguer contre l’autorité grandissante du cardinal-duc de Richelieu pour reconstruire un pouvoir de type féodal — davantage favorable aux princes — au détriment d’une politique de centralisation royale déjà amorcée sous le règne de Henri IV en voie d’aboutissement de celui de Louis XIII. Pour ce faire, la conspiratrice Marie de Rohan (1600-1679), duchesse de Chevreuse s’offre les services d’un gentilhomme apprécié du roi : un certain Henri de Talleyrand (1599-1626), comte de Chalais, qui a prêté son nom à la conspiration. Leur but était d’aboutir à l’assassinat de Richelieu et d’obtenir une possible destitution de Louis XIII en faveur de son frère cadet Gaston. Le « secret » n’étant pas resté secret, l’autorité royale en est très vite avertie et sévit à cette conspiration. Pour se sauver, Gaston entre rapidement dans la confession et dévoile ses complices : le comte de Chalais et le maréchal d’Ornano (1581-1626), gouverneur de Gaston, Alexandre et César de Vendôme — demi-frères du roi et de Gaston — son arrêtés. N’ayant aucun prestige familial du fait de sa naissance, le comte de Chalais est le seul à être exécuté à Nantes, le 19 août 1626.
Finalement, au prix d’une vie, le prince Gaston fini par se marier à Marie de Bourbon-Montpensier le 19 août 1626, à Nantes. De cette union, un seul enfant naquit puisque Marie décéda six jours après son accouchement, le 4 juin 1627 :
- Anne-Marie-Louise d'Orléans (1627-1693), « La Grande Mademoiselle ».

Sans mariage, elle n’a pas de postérité.

### Marguerite de Lorraine (1643-1660)

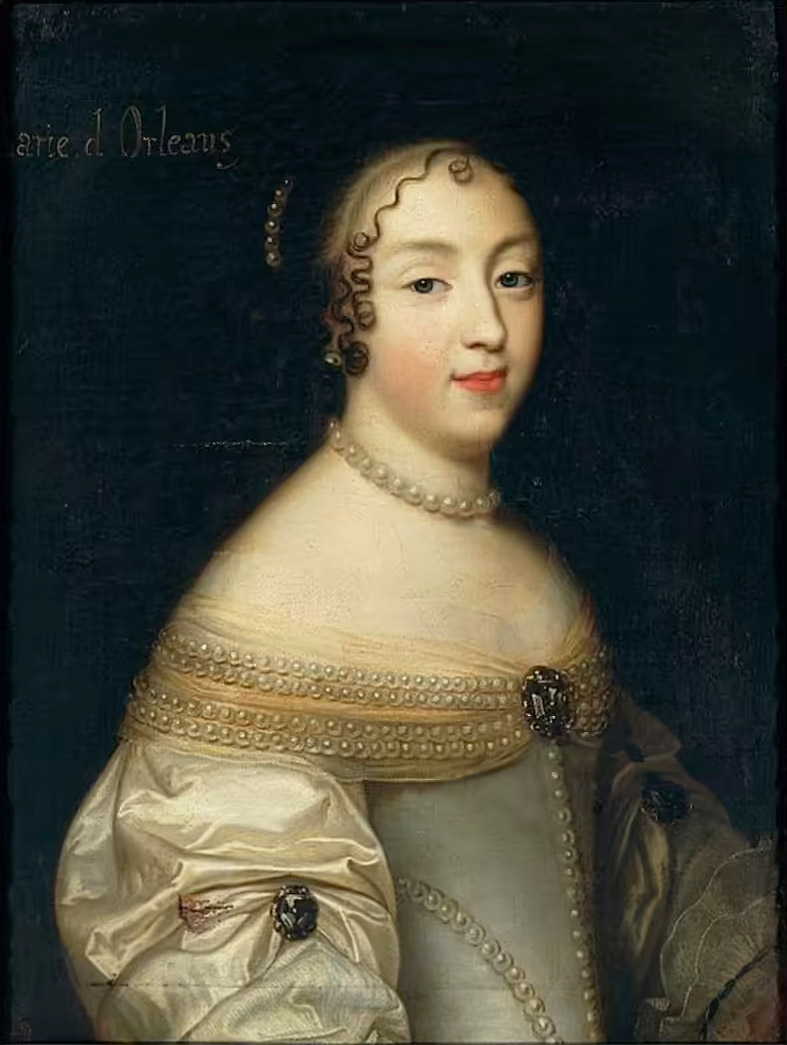
« Mademoiselle d'Orléans ».

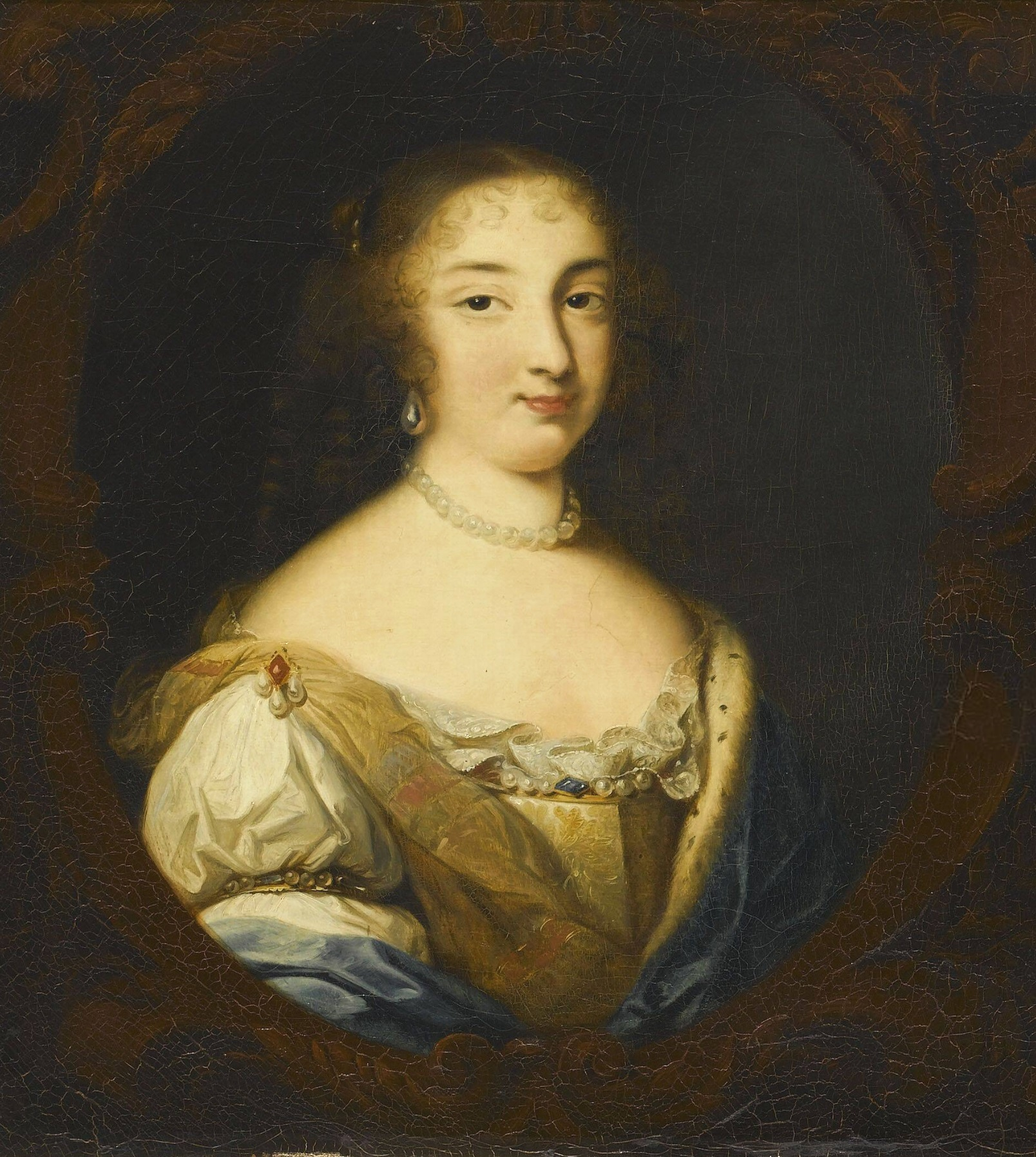
« Mademoiselle d’Alençon ».

Alors qu’il projetait des mariages jusque-là vains, Gaston tombe amoureux, en 1632, d’une jeune sœur du duc de Lorraine et de Bar Charles IV : Marguerite. Alors que le duc est en guerre contre la France, Gaston épouse secrètement dans un couvent de Nancy le 2 janvier 1632 mais le Parlement de Paris déclara ce mariage nul. Gaston fit célébrer son mariage une deuxième fois par l’archevêque de Malines dans les Pays-Bas espagnols, là encore l’Assemblée du clergé de France, poussée par le cardinal de Richelieu annule ce mariage. Les fiancés purent, à la mort de Richelieu, se retrouver à la cour de France et se marier en mai 1643. De leur union, cinq enfants naissent :
- Marguerite-Louise d’Orléans (1645-1721), « Mademoiselle d'Orléans ».

Mariée (1661) au grand-duc de Toscane Cosme III (séparés après 1675).
Elle fut mère de trois enfants.
- Élisabeth-Marguerite d’Orléans (1646-1696), « Mademoiselle d’Alençon ».

Mariée (1667) au duc de Guise Louis-Joseph.
Mère d’un enfant.
- Françoise-Madeleine d’Orléans (1648-1664), « Mademoiselle de Valois ».

Mariée (1663) au duc de Savoie et prince de Piémont Charles-Emmanuel II.
Sans postérité.
- Jean d’Orléans (1650-1652), duc de Valois.

Décédé en bas âge, il n’a pas de postérité.
- Marie-Anne d’Orléans (1652-1656), « Mademoiselle de Chartres ».

Décédée en bas âge, elle n’admet pas de postérité.